# کاتا دوبو
کاتا دوبو (به انگلیسی: Kata Dobó) (زاده ۲۵ فوریه ۱۹۷۴) بازیگر مجارستانی است.
از نقش‌آفرینی‌های او می‌توان به بازی در هم‌طلاقان و راپسودی آمریکایی اشاره کرد.